# Dorymyrmex brunneus
Dorymyrmex brunneus är en myrart som beskrevs av Auguste-Henri Forel 1908. Dorymyrmex brunneus ingår i släktet Dorymyrmex och familjen myror. Inga underarter finns listade i Catalogue of Life.

## Bildgalleri

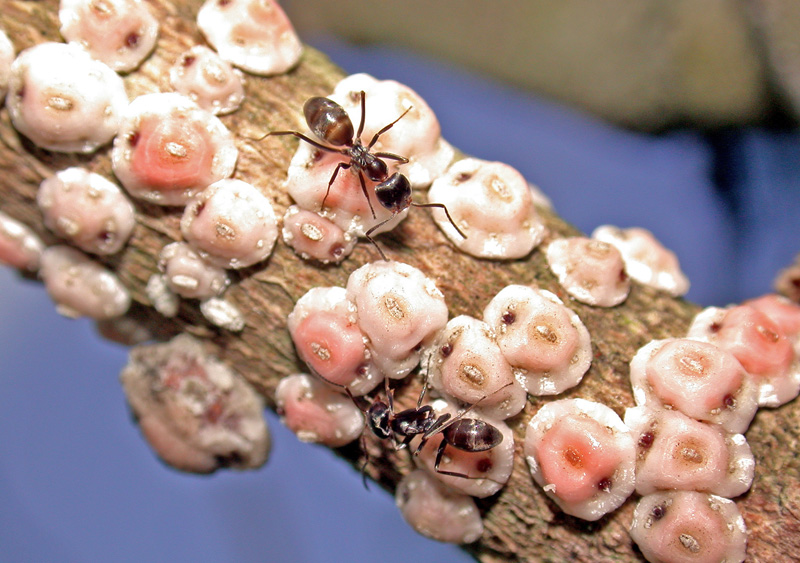
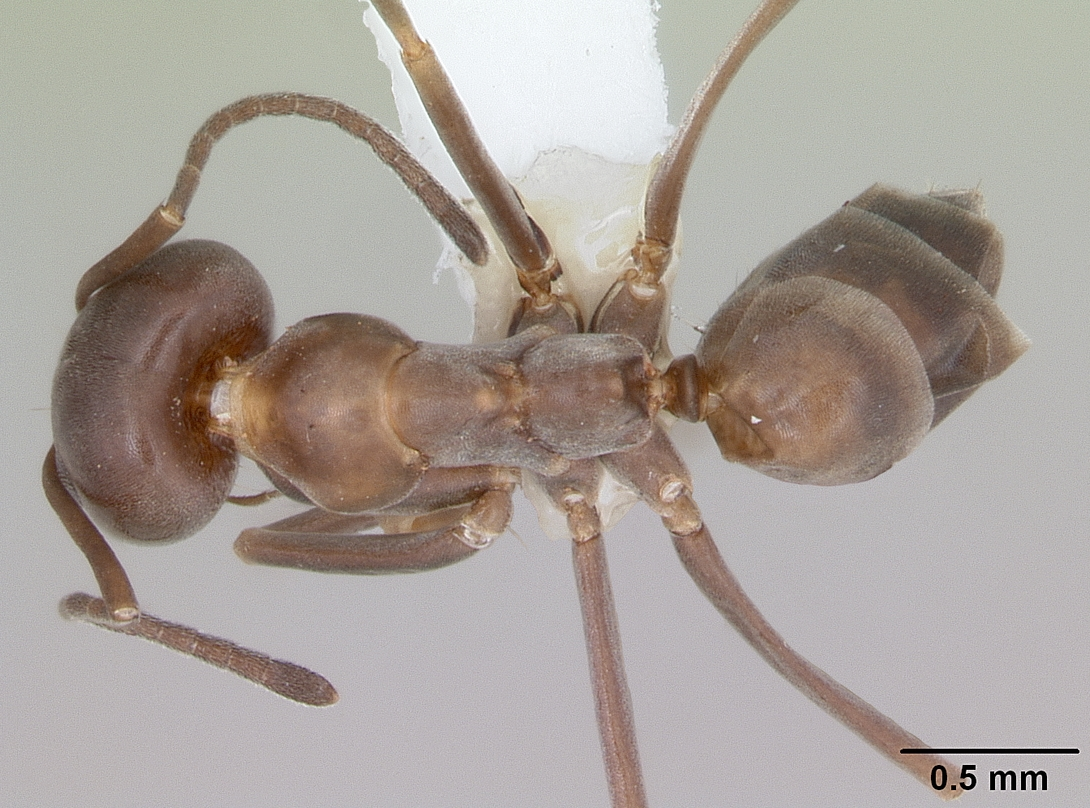
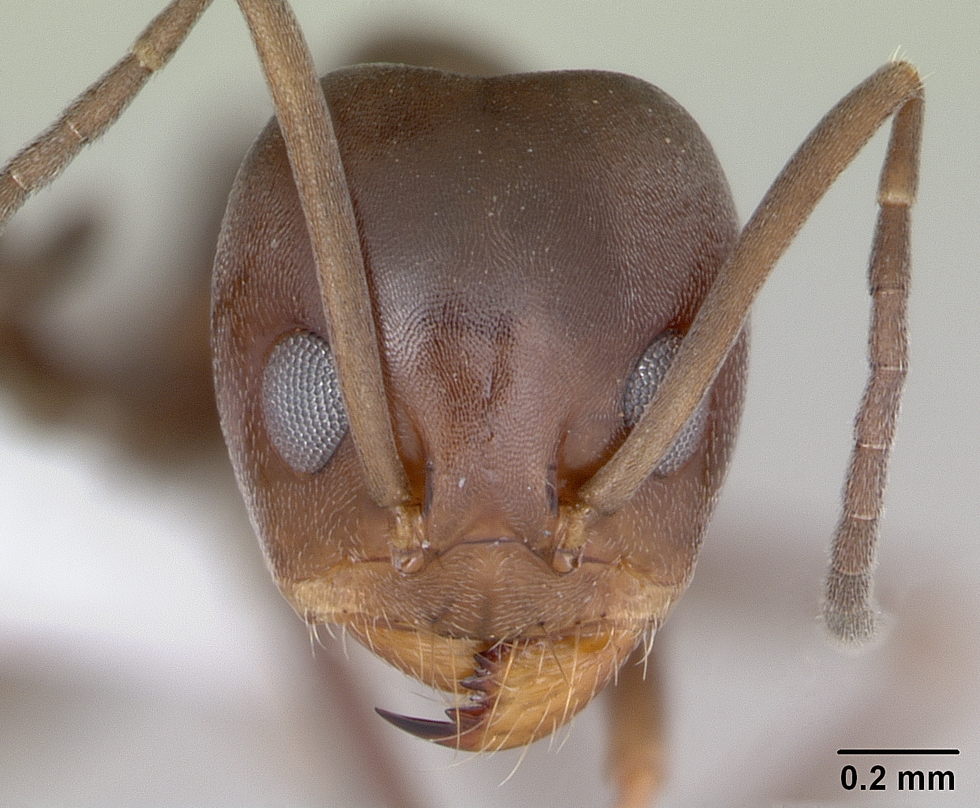
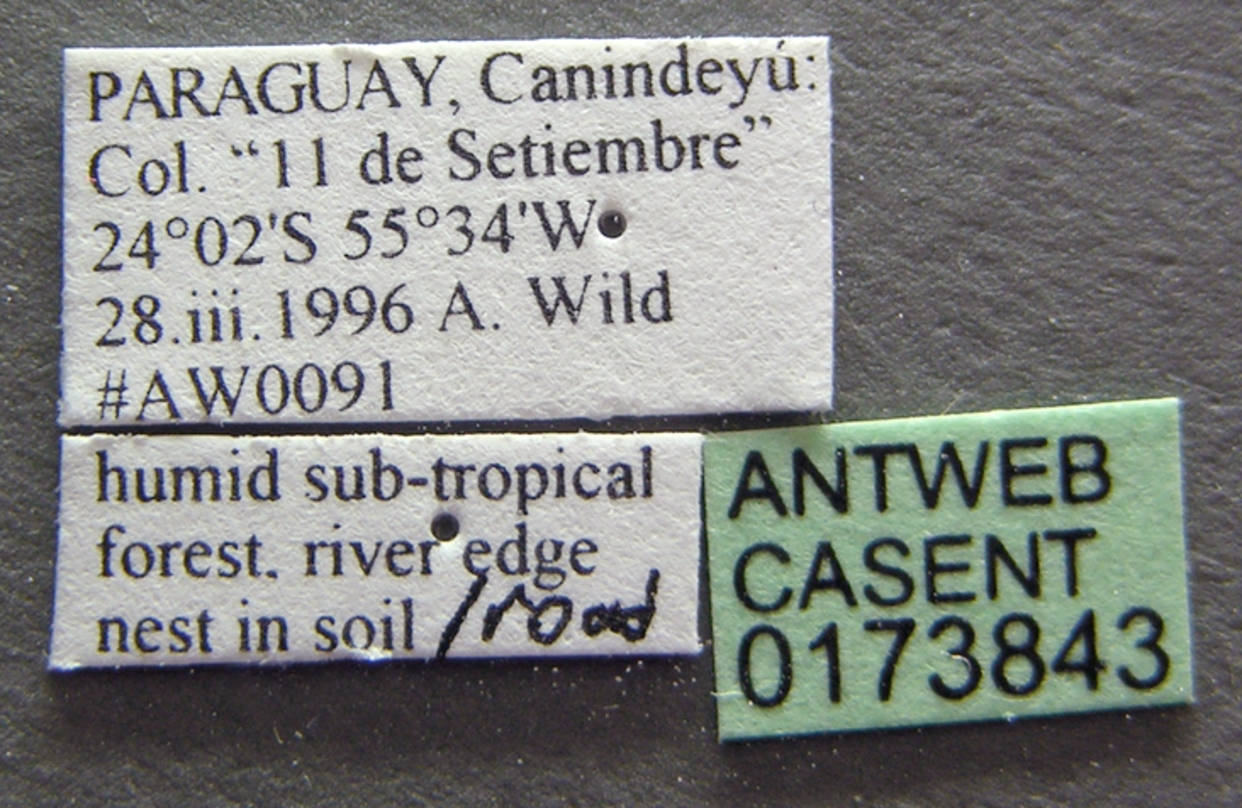
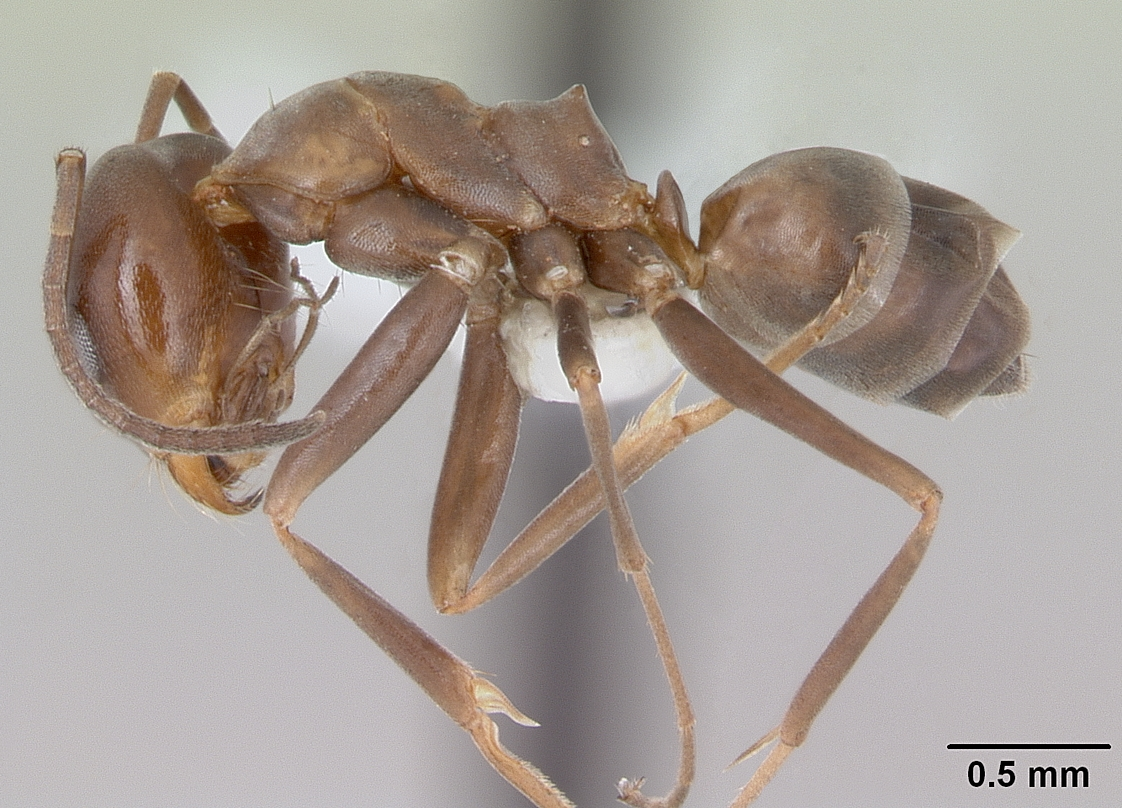
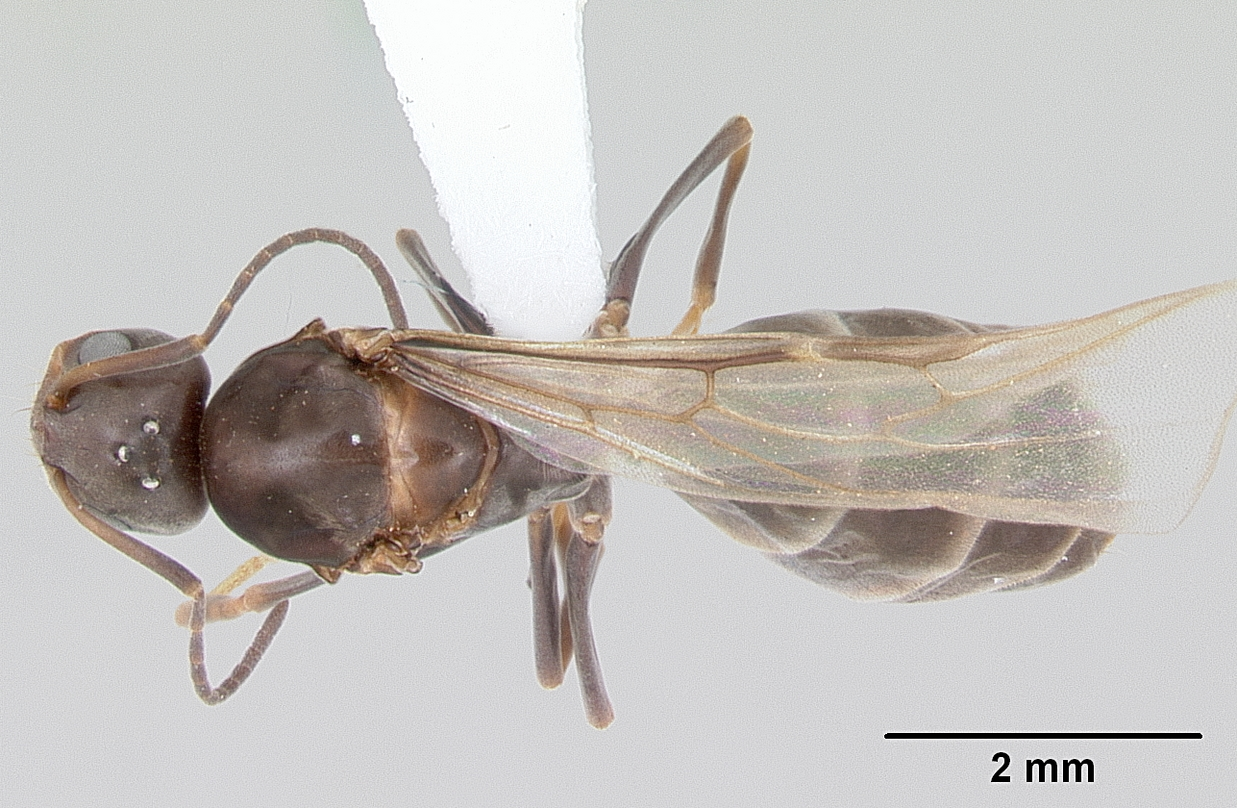